# NGC 461
NGC 461 je galaksija u zviježđu Kipar.

## Vanjske poveznice
- SEDS: NGC 461